# Даги (река)
Даги — река на острове Сахалин.
Впадает в Ныйский залив Охотского моря. В административном отношении протекает по территории Ногликскому городскому округу. Общая протяжённость реки составляет — 98 км. Площадь её водосборного бассейна насчитывает 780 км². На реке находится село Даги. При прохождении тайфунов на реке возможны наводнения.

## Данные водного реестра
По данным государственного водного реестра России относится к Амурскому бассейновому округу.
Код объекта в государственном водном реестре — 20050000212118300000715.